# Alain de Raemy

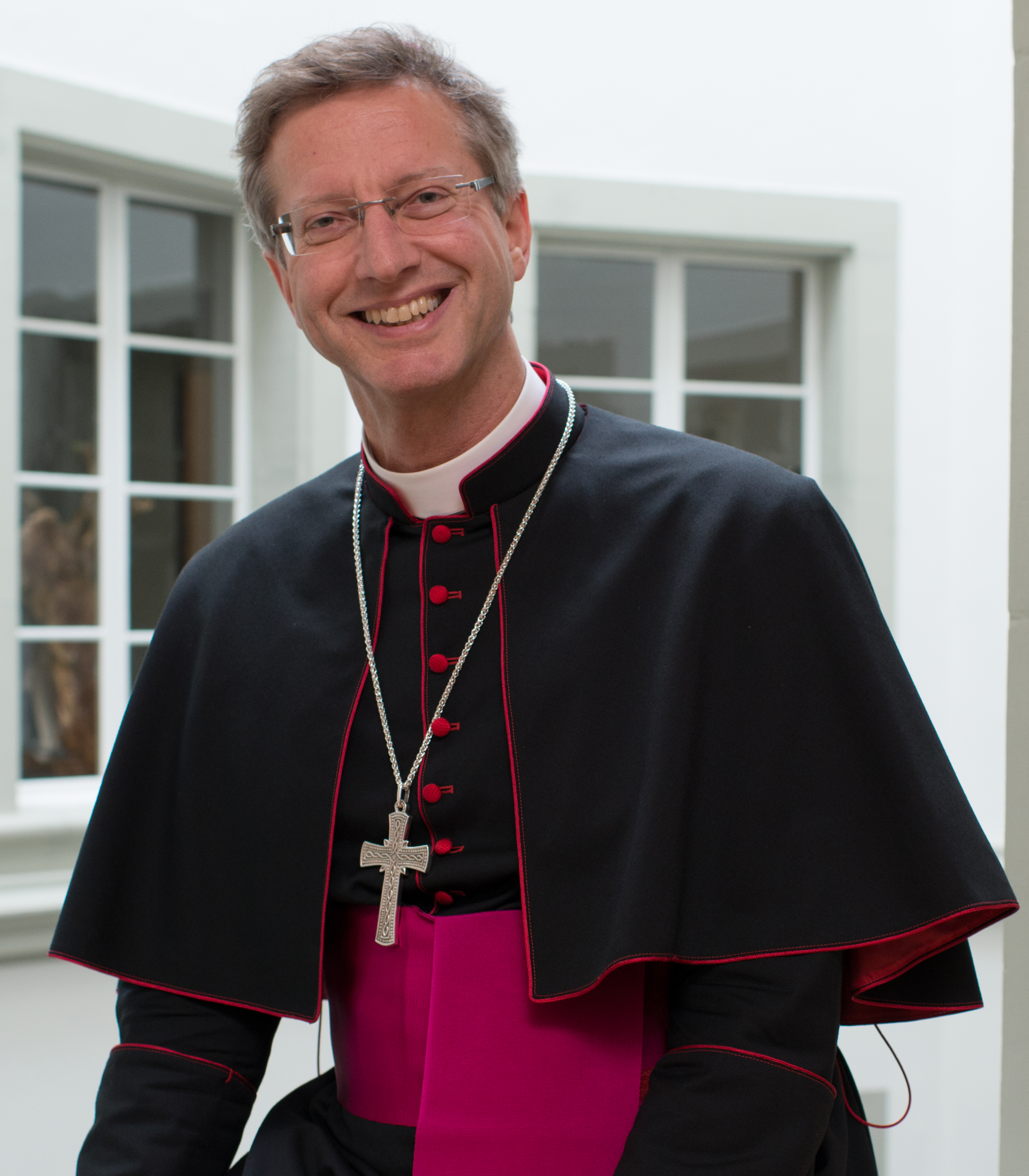
Weihbischof Alain de Raemy (März 2014)

Bischofswappen von Alain de Raemy

Alain de Raemy (* 10. April 1959 in Barcelona, Spanien) ist ein Schweizer römisch-katholischer Geistlicher und Weihbischof in Lausanne, Genf und Freiburg.

## Leben
Alain de Raemy studierte Katholische Theologie und Philosophie an der Schweizer Universität Freiburg. 1984 erwarb de Raemy das Lizenziat im Fach Katholische Theologie. Er empfing am 25. Oktober 1986 das Sakrament der Priesterweihe. Anschließend war Alain de Raemy in Yverdon-les-Bains, Lausanne und Morges als Vikar tätig. 1996 wurde er Pfarrer der Pfarrei Christkönig in Freiburg im Üechtland. Alain de Raemy wurde 2004 Pfarrer und Domkapitular an der Kathedrale St. Nikolaus. Zudem wurde er Pfarrer der pastoralen Einheit Unsere Liebe Frau in Freiburg im Üechtland. Von 2006 bis 2013 war Alain de Raemy Kaplan der Päpstlichen Schweizergarde, sein Nachfolger in jenem Amt wurde Pascal Burri.
Am 30. November 2013 ernannte ihn Papst Franziskus zum Titularbischof von Turris in Mauretania und zum Weihbischof in Lausanne, Genf und Freiburg. Die Bischofsweihe spendete ihm der Bischof von Lausanne, Genf und Freiburg, Charles Morerod OP, am 11. Januar 2014 in der Kathedrale St. Niklaus in Freiburg. Mitkonsekratoren waren der Altbischof von Chur, Amédée Grab OSB, und der Bischof von Sitten, Norbert Brunner. Seinen Wahlspruch Apud Dominum misericordia («Beim Herrn ist Barmherzigkeit») entnahm er dem Psalm 129. Seit dem 10. Oktober 2022 ist Alain de Raemy zudem Apostolischer Administrator des vakanten Bistums Lugano.
2017 wurde er von Kardinal-Großmeister Edwin Frederick O’Brien zum Großoffizier des Ritterordens vom Heiligen Grab zu Jerusalem ernannt und in die Schweizer Statthalterei investiert.